# Poesiomat (Ostré)
Poesiomat v Ostré u Úštěku v okrese Litoměřice stojí na vyhlídce před poutním areálem Kalvárie.

## Historie
Poesiomat byl zprovozněn v létě 2022 a s jeho umístěním pomohl Česko-německý fond budoucnosti. Další poesiomaty v českém pohraničí jsou ve Šitboři, Vrchní Orlici, Prášilech, Horní Polici, Olešné a Skocích.